# Tetrorchidium andinum
Tetrorchidium andinum är en törelväxtart som beskrevs av Johannes Müller Argoviensis. Tetrorchidium andinum ingår i släktet Tetrorchidium och familjen törelväxter. Inga underarter finns listade i Catalogue of Life.